# Alakuş (Çemişgezek)
Alakuş ist ein Dorf (Köy) im Landkreis Çemişgezek der türkischen Provinz Tunceli. Im Jahre 2011 lebten in Alakuş 55 Menschen.